# Placea
Placea, nekadašnji rod jednosupnica iz porodice zvanikovki smješten u tribus Hippeastreae; danas sinonim za Phycella. Pripadalo mu je šest južnoameričkih vrsta lukovičastih geofita, sve su endemi iz Čilea
O plemenskom položaju roda Placea među hipeastroidnim rodovima još se raspravlja. Među vrstama ovoga roda niasu opažene značajne kariotipske razlike, a vrste se mogu razlikovati po veličini kromosoma.

## Vrste
1. Placea amoena Phil.
2. Placea arzae Phil.
3. Placea davidii Ravenna
4. Placea germainii Phil.
5. Placea lutea Phil.
6. Placea ornata Miers